# Orustpartiet
Orustpartiet (OP) var ett lokalt politiskt parti i Orusts kommun. Partiet var representerat med ett mandat (av 41) i Orusts kommunfullmäktige under mandatperioderna 2010–2014 och 2014–2018.

## Valresultat
| År   | Röster | Procent | Mandat |
| ---- | ------ | ------- | ------ |
| 2010 | 201    | 1,98 %  | 1 / 41 |
| 2014 | 185    | 1,83 %  | 1 / 41 |